# Jacob de Formentrou
 (avril 2025).

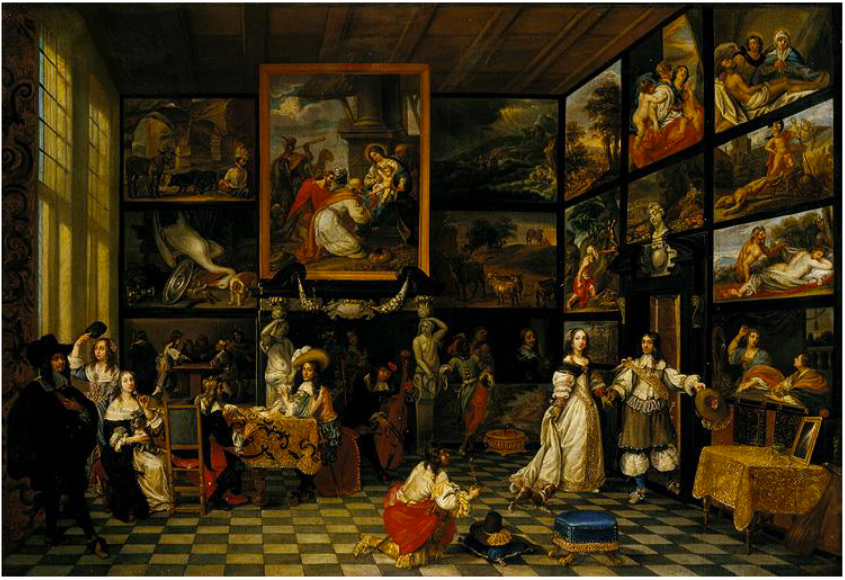
Intérieur d'une galerie de tableaux

Jacob de Formentrou ou Jacob de Fourmentrou (né entre 1620 et 1625 et décédé après 1668) était un peintre baroque flamand actif à Anvers, spécialisé dans les genres de la joyeuse compagnie et des peintures de galerie.

## Biographie
On ne sait que très peu de choses sur la vie de Jacob de Formentrou. Dans les années 1640-1641, il est mentionné comme élève dans les registres de la Guilde de Saint-Luc à Anvers. Il devint par la suite maître de la Guilde et était toujours enregistré comme tel en 1659.
Le tableau Un gentleman courtisant une dame faisant de la musique dans une cour daté de 1668 (vendu chez Christie's le 10 décembre 2010, Londres, lot 2122) constitue la dernière information enregistrée sur l'artiste.

## Œuvre

Une compagnie élégante sur une terrasse

Seules quelques œuvres de sa main sont aujourd’hui connues. On peut les classer dans le genre des scènes de genre, plus particulièrement les sous-genre de la peinture de joyeuse compagnie et les tableaux de galerie.

### Joyeuse compagnie
Parmi les tableaux attribués à de Formentrou se trouvent les tableaux Intérieur d'une galerie d'art (Interior of an art gallery) et Compagnie élégante sur une terrasse (Elegant company on a terrace), tous deux dans des collections privées, ainsi que Playing Backgammon (localisation actuelle inconnue)[réf. nécessaire]. Les deux premiers appartiennent au genre de la joyeuse compagnie représentant un groupe de personnes s'amusant. Le genre était populaire en Flandre et dans la République néerlandaise au XVIIe siècle.

### Peintures de galerie
On lui attribue deux compositions appartenant au genre des « peintures de galerie » : l' Intérieur d'une galerie d'art (collection privée) et le Cabinet de tableaux, actuellement conservé à la Royal Collection. Le genre des « peintures de galerie » est originaire d'Anvers, où Frans Francken le Jeune et Jan Brueghel l'Ancien furent les premiers artistes à créer des tableaux d'art et des cabinets de curiosités dans les années 1620. Les peintures de galerie représentent de grandes pièces dans lesquelles de nombreux tableaux et autres objets précieux sont exposés dans un cadre élégant. Les premières œuvres de ce genre représentaient des objets d'art, ainsi que d'autres objets tels que des instruments scientifiques ou des spécimens naturels remarquables. Le genre est devenu très populaire et a été suivi par d'autres artistes tels que Jan Brueghel le Jeune, Cornelis de Baellieur, Hans Jordaens, David Teniers le Jeune, Gillis van Tilborch et Hieronymus Janssens.

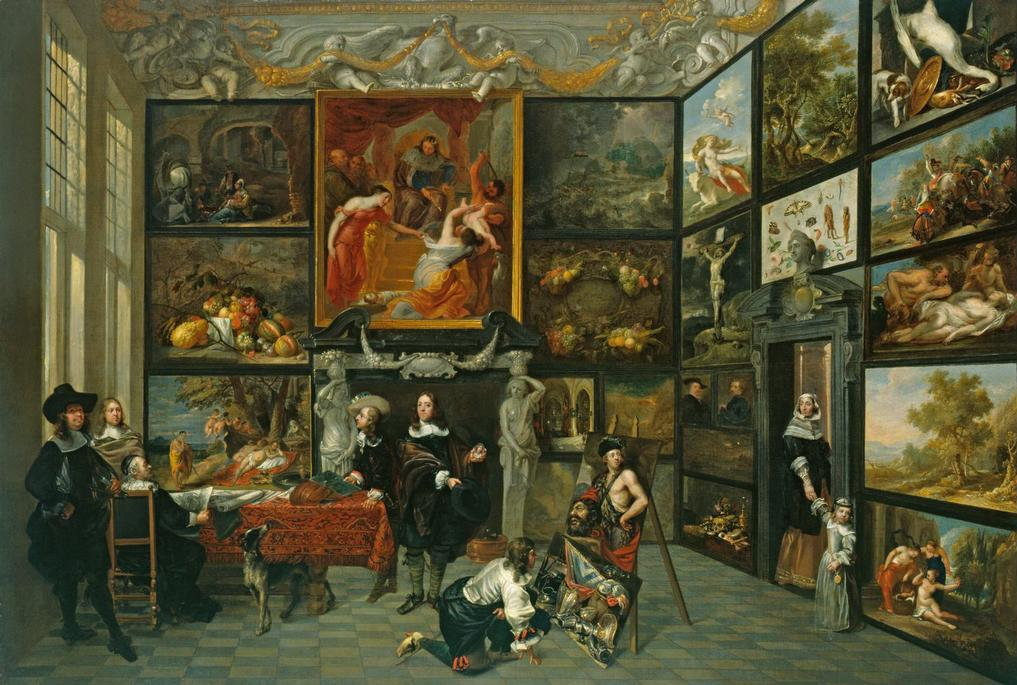
Cabinet des Tableaux

Le tableau le plus connu de De Formentrou est le tableau de galerie appelé Cabinet de tableaux (également connu sous le nom d' Amateurs d'art dans un cabinet de tableaux), actuellement dans la Royal Collection. Il représente une pièce remplie de tableaux peuplés de personnages, généralement interprétées comme des connaisseurs d'art. Les différents tableaux accrochés aux murs de la salle représentent des œuvres d'artistes majeurs de la génération de Formentrou travaillant à Anvers au milieu et pendant la seconde moitié du XVIIe siècle. La composition comprend également des portraits de Rubens et de van Dyck, les deux éminents artistes anversois de la génération précédente.
Les peintures de galerie peuvent représenter des collections réelles ou des collections imaginaires. Un cabinet de tableaux représente une galerie imaginaire et peut être considéré comme un résumé du meilleur de ce que les artistes d'Anvers au milieu du XVIIe siècle pouvaient produire.
Un certain nombre de questions relatives à la composition ne sont toujours pas entièrement résolues. Au sujet de la date du tableau, un premier essai datait à tort le tableau de 1683. Il a donc été supposé pendant de nombreuses années qu'il s'agissait de la composition offerte cette année-là en cadeau à l'avocat Jan van Baveghem par les membres de la Guilde de Saint-Luc d'Anvers. Cependant, après la découverte d'autres tableaux des années 1650, la date de 1683 a été rejetée. La date du tableau est désormais fixée à 1654 par FG Meijer (l'un des collaborateurs présumés du tableau étant décédé l'année suivante), tandis qu'Hannelore Magnus le date de 1659. Les historiens de l’art ne sont pas non plus unanimes quant à savoir si le tableau est le fruit d’une collaboration entre un nombre restreint de peintres ou bien d’un grand nombre de peintres. Sur la base d'une analyse iconographique, Hannelore Magnus arrive à la conclusion que le tableau n'est pas une collaboration entre tous les artistes dont les œuvres sont représentées dans le tableau, mais est plutôt l'effort combiné de de Formentrou et d'Erasmus Quellinus II, un peintre anversois de premier plan. FG Meijer estime quant à lui que la composition est une collaboration entre tous les artistes dont les œuvres sont représentées. Il attribue la composition et les différentes images qui y sont représentées comme suit :
- Jacob de Formentrou : l'intérieur et les figures ;
- Jan Davidsz. de Heem : la nature morte aux fruits au milieu à gauche, signée ID Heem ;
- Erasmus Quellinus le Jeune : le tableau au-dessus de la cheminée et les sculptures à l'intérieur ;
- Joris van Son : la nature morte en cartouche sur la droite du mur du fond, signée J.VAN'SON
- Pieter Neefs l'Ancien ou Pieter Neefs le Jeune : l'intérieur de l'église à droite de la cheminée, daté et monogrammé : 1654/PN ;
- Jan Peeters I : le paysage à droite du cartouche nature morte, monogrammé iP ;
- Hendrick Andriessen : la nature morte vanité en bas à gauche sur le mur de droite, monogrammée HA ; peut-être Peter de Witte (II) : le paysage au milieu en haut du mur de droite, monogrammé PDW ;
- Jan van Kessel l'Ancien : l'étude d'insectes sur fond blanc à droite au-dessus de la porte, monogrammée IVK ;
- Pieter Boel : la nature morte d'un cygne mort en haut à droite du mur de droite, signée P.BOEL ;
- Nicolaas van Eyck : la bataille équestre, qui est la deuxième plus haute à droite du mur de droite, signée NVEYCK ;
- Gaspar de Witte : le paysage à droite de la porte, signé GDWITTE ; et Anonyme, daté 165(3?) : divers tableaux et copies[3].

Le tableau peut être lu comme une référence à la connaissance, et en particulier à l'activité du connaisseur consistant à évaluer la paternité des peintures en fonction de caractéristiques stylistiques. On peut également le considérer comme une publicité soigneusement élaborée du talent actuel et de l'héritage passé de l'école de peinture d'Anvers.